# Theodor Pištěk (costumier)
Pour les articles homonymes, voir Pištěk.
Theodor Pištěk est un costumier et un peintre tchèque né le 25 octobre 1932  à Prague (alors en Tchécoslovaquie).

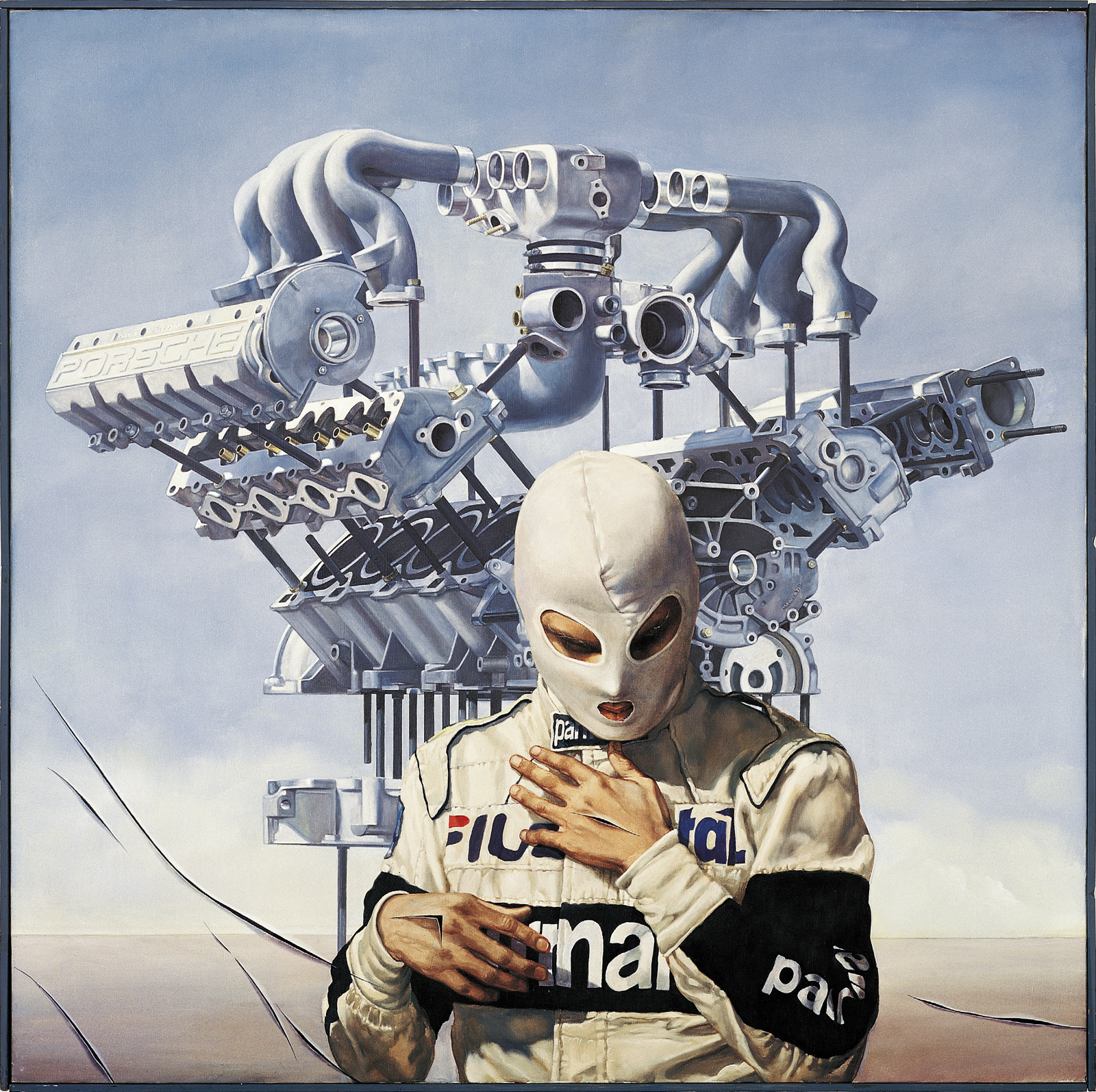
Theodor Pištěk, Ecce Homo, 1983

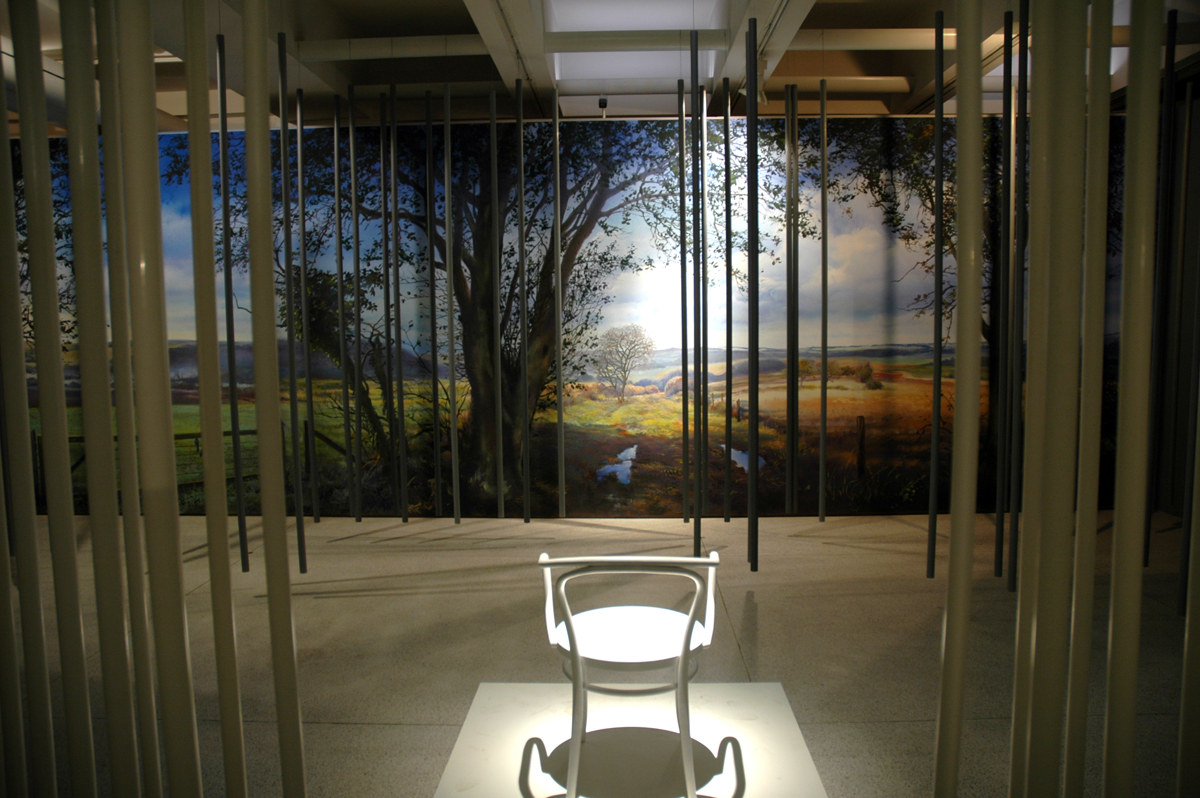
Theodor Pištěk, exposition à la Galerie Nationale à Prague, 2012

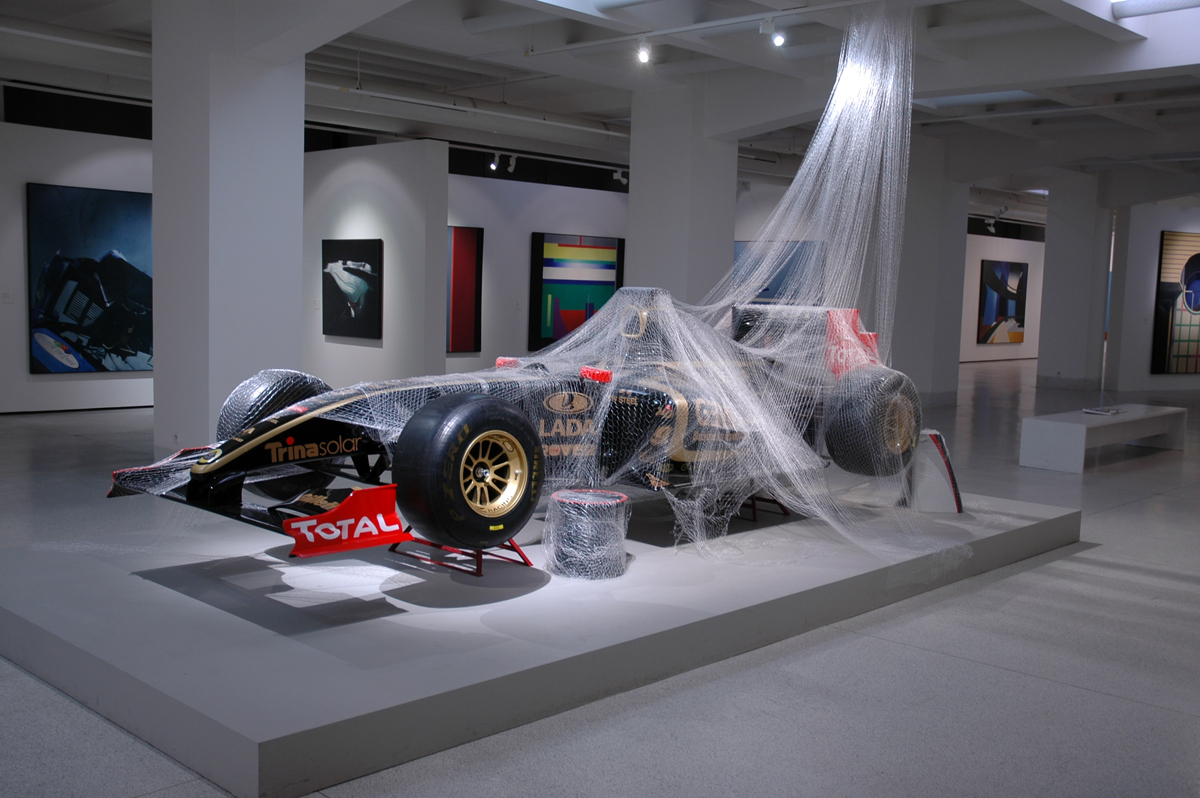
Theodor Pištěk, exposition à la Galerie Nationale à Prague, 2012

## Biographie
Theodor Pištěk est le fils de deux acteurs, Theodor Pištěk et Máňa Ženíšková (cs). Il suit des études à Prague à l'École des arts appliqués, puis à l'Académie tchèque des arts musicaux. En 1959, il commence à travailler pour le cinéma sur le film Holubice (La Colombe blanche) de František Vláčil.
Parallèlement il mène à partir de 1951 une carrière de pilote automobile qu'il arrêtera en 1974.
Il réalisa les costumes de la série télévisée pour la jeunesse Pan Tau.

## Théâtre (sélection)

### Opéra
source : (en) Operabase
- septembre 2010 à avril 2011 : Don Giovanni, Théâtre National à Prague : costumes
- août à décembre 2011 : Don Giovanni, Théâtre National à Prague : costumes
- mai à juin 2013 : Dvě vdovy (Les Deux Veuves (en)), Théâtre National à Prague : costumes
- juin 2013 : Dvě vdovy (Les Deux Veuves), Festival d'opéra à Litomyšl : costumes
- septembre 2013 à mai 2014 : Dvě vdovy (Les Deux Veuves), Théâtre National à Prague : costumes
- novembre 2014 à juin 2015 : Dvě vdovy (Les Deux Veuves), Théâtre national à Prague : costumes
- juillet 2015 : Dvě vdovy (Les Deux Veuves), Festival d'opéra à Litomyšl : costumes

## Filmographie partielle
- 1973 : Trois Noisettes pour Cendrillon (Tri orísky pro Popelku) de Václav Vorlíček
- 1982 : Le Vampire de Ferat (Upír z Feratu) de Juraj Herz
- 1984 : Amadeus de Miloš Forman
- 1989 : Les Eaux printanières de Jerzy Skolimowski
- 1989 : Valmont de Miloš Forman
- 1996 : Larry Flynt (The People VS. Larry Flynt) de Miloš Forman

## Expositions (sélection)
source : Theodor Pištěk sur le site du Théâtre national à Prague
- 1960 : exposition au Film Club à Prague
- 1969 : participation au pavillon "Man and the World" lors d'une exposition à Montréal, avec B. Dlouhý, M. Ressl et J. Vožniak
- 1978 : exposition de tableaux et de costumes de films, au Nová síň à Prague
- 1982 : exposition à la galerie Václav Špála à Prague
- 1985 : exposition de tableaux à la galerie Arnold and Porter et à la galerie Henri Gallery à Washington
- 1986 : exposition de dessins de costumes au musée d'Evansville (Indiana)
- 1987 : exposition de tableaux à la galerie Nicole à New York et exposition de dessins liés au cinéma à la Fifth Avenue Gallery à New York
- 2013 : exposition conjointe avec Hugo Demartini (cs) à la Galerie Nationale à Prague[2]

## Distinctions
- Oscar de la meilleure création de costumes

### Récompenses
- en 1985 pour Amadeus

### Nominations
- en 1990 pour Valmont